# Čimhová
Čimhová je naseljeno mjesto u okrugu Tvrdošín u Žilinskom kraju u Slovačkoj.

## Stanovništvo
| Godina:     | 1993. | 2003.    | 2013.   | 2023.   |
| ----------- | ----- | -------- | ------- | ------- |
| Broj ljudi: | 586   | 655      | 676     | 672     |
| Razlika:    |       | +11,77 % | +3,20 % | -0,59 % |

| Godina:     | 2022. | 2023.   |
| ----------- | ----- | ------- |
| Broj ljudi: | 667   | 672     |
| Razlika:    |       | +0,74 % |

Prema podatcima o broju stanovnika iz 2023. godine naselje je imalo 672 stanovnika.

## Vanjske poveznice
|  | Zajednički poslužitelj ima još gradiva o temi Čimhová |

- Službena stranica naselja (sl.)